# ArtRage
ArtRage由Ambient Design Ltd開發的收費點陣影像處理軟體，主要是容許用戶利用Tablet PC的優勢，用電腦筆在畫面上虛擬作畫。軟件盡量提供現實繪畫中的各種環境及工具，使用戶能夠隨心所欲的作畫。ArtRage曾經是一套免費軟件，後來改為收費軟件，售價為USD$19.9。但仍保留功能較少的Demo示範版本免費下載。

## 版本
ArtRage分為多個版本，Studio Pro、Studio、iPad版本、iPhone版本、以及舊版2.X系列。直至現時全部產品均需購買，舊版2.X系列仍可以購買。iPad、iPhone版本於Apple App Store 有售。官方網上可免費下載ArtRage 2.6的Demo 版本試用。而ArtRage 3則有30天試用期。
| 產品系列           | 版本  | 售價      |
| ------------------ | ----- | --------- |
| ArtRage Studio Pro | 3.5.1 | US $59.90 |
| ArtRage Studio     | 3.5.1 | US $29.90 |
| ArtRage for iPad   | 1.4.1 | US $4.99  |
| ArtRage for iPhone | 1.0.1 | US $1.99  |
| ArtRage 2.6        | 2.6   | US $19.90 |

## 功能
本軟體所提供的畫筆包括有：
1. 油畫筆
2. 水彩筆（felt pen）
3. 粉彩
4. 蠟筆
5. 油畫刀
6. 鉛筆
7. 擦膠

另外，亦有提供四種不同質感的畫布。

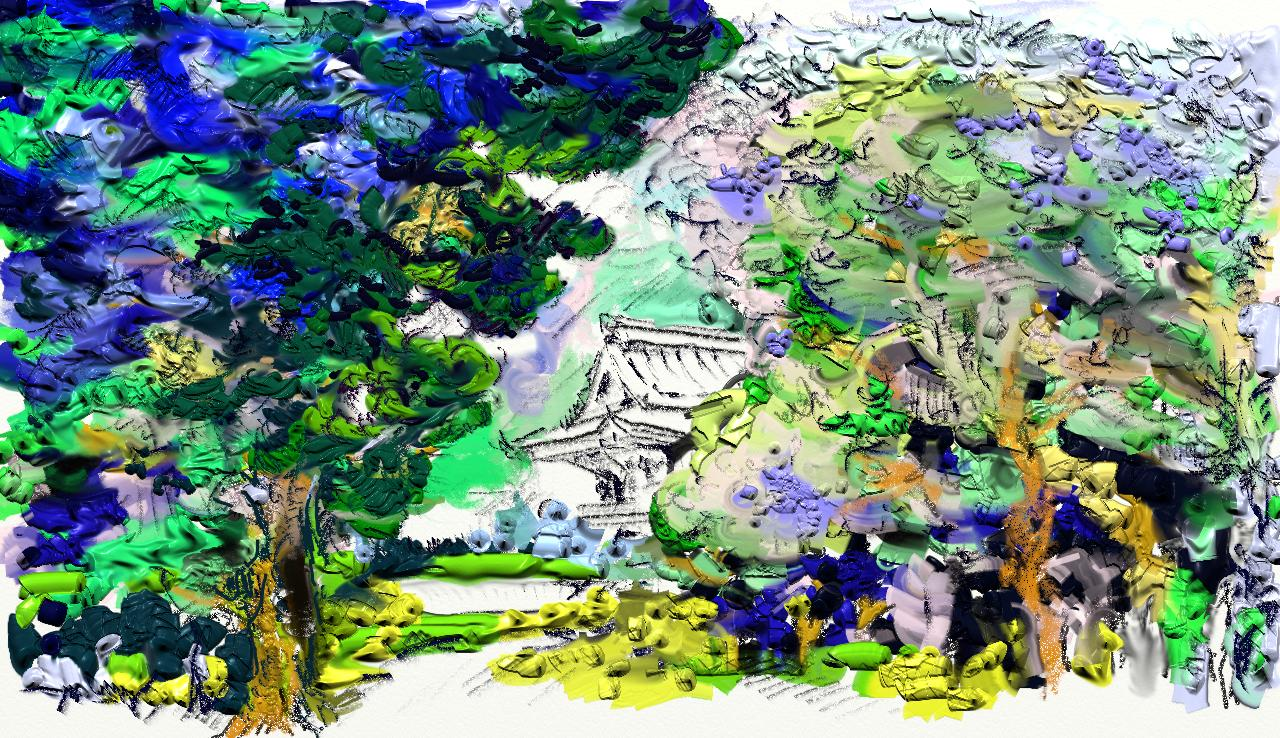
畫筆

ArtRage的畫面右下角是調色盤，提供多種的選色方式。左下角是工具選取，不同的工具還可以選擇畫筆的闊度、壓力、角度等不同的變化。
由於 ArtRage 只佔2.5MB硬碟空間，並不如其他商業軟體般佔用大量資源。即使在一部只有128MB的Pentium II電腦上，運行速度也不會太慢。所以，現時香港有學校開始把 ArtRage 用於教學上，讓學生在狹少及資源不足的環境下，仍然可以享受繪畫的樂趣，免除購買油畫顏料及畫布的開銷，以及保持課室環境清潔而帶來的煩惱。
ArtRage尚有一項功能，讓用戶載入一幅相片，然後利用ArtRage作描邊的動作，藉以讓用戶創作更具真實感的畫作。
利用ArtRage創作的作品，除了可以用軟件本身的格式儲存外，還可以輸出成為BMP、JPEG或PNG格式。
現時ArtRage連同微軟公司的Windows XP Tablet PC版本的體驗包附送，但名稱被改為“Ink Art”。此外，多家數碼繪圖板的生產商，如Wacom等，都有把本產品連同他們的商品一起發售。

## 外部連結
- ArtRage官方網頁（页面存档备份，存于）
- 用ArtRage創作的藝術作品[永久]